# 小惑星番号
小惑星番号（しょうわくせいばんごう、英語：minor planet number）とは、軌道要素が確定し、小惑星センターに正式登録された天体に与えられる登録番号である。なお、ここで言う「小惑星」とは岩石を主成分とする「小惑星（asteroid）」の事ではなく、それに加えて太陽系外縁天体、彗星・小惑星遷移天体や準惑星などを含んだ天体の総称としての「小惑星（minor planet）」の事である。

## 概要
新しく発見された小惑星には、「ある時期に発見された何番目の小惑星」ということを表す仮符号が付けられる（詳細は仮符号を参照）。その後、複数回の観測によって軌道要素が確定すると初めて正式登録され、小惑星番号が与えられる。このため、発見から登録まで数十年かかることや、同一の小惑星が何回も「発見」され、その度に新たな仮符号を付けられることもある。また、小惑星センター側の作業上の都合で登録手続きが滞ることもある。

### 例外
現在は軌道要素が確定し、番号登録されて初めて正式に命名されるが、そうした原則が確立する前には登録（命名）された後に行方不明になる小惑星もそう珍しくはなく、中には番号登録された後でミスが発覚し、その番号と名前を別の未登録小惑星に付け直したケースさえある（恒星を誤って小惑星として登録した例や、行方不明の登録済み小惑星を再度「発見」して別の番号を付けてしまった例など）。こうしたミスによる再登録を除いて、行方不明になっていた登録済み小惑星のすべてが2000年までに再発見されている。ちなみに、最も再発見が遅かったのは (719) アルベルトである。
また彗星・小惑星遷移天体の中には彗星として発見者の名前がつけられた物もある。こうした例や、その他の番号登録される前に命名された天体について以下に記す。
- (330) アーダルベルタ - 恒星を登録。
- (525) アデレード - (1171) ルスタヴェリアと二重登録。
- (864) オーゼ - (1078) メンタと二重登録。
- (933) スージー - (715) トランスヴァーリアと二重登録。
- (1125) チャイナ - 仮符号を得ていた小惑星を「再発見」したと誤認し番号登録したが、実は別の小惑星だった。
- (4015 / 107P) ウィルソン・ハリントン - 彗星・小惑星遷移天体。
- (7968 / 133P) エルスト・ピサロ - 彗星・小惑星遷移天体。
- (69230) ヘルメス - アポロ群。番号登録前に命名され、その後行方不明に。
- (90377) セドナ - 太陽系外縁天体。登録前から使われていた仮称がそのまま正式名称に採用された。
- (118401 / 176P) LINEAR - 彗星・小惑星遷移天体。
- (134340) 冥王星 - 太陽系外縁天体、準惑星。1930年に発見されてから2006年までは惑星として扱われていた。
- (未登録) ブランペイン - 彗星・小惑星遷移天体。

## 小惑星番号を持つ天体の総数

### 19世紀・20世紀前半
(1) ケレスから (4) ベスタまでは1801年から1807年にかけて発見されたが、当時は小惑星がこれほど多数あるとは考えられておらず、従来の惑星と同様に扱われていた。1845年に (5) アストラエアが発見され、その後も毎年のように新しい「惑星」が発見されると、次第にそれらを惑星とは区別して扱うようになっていく。小惑星に番号を付けるようになったのは1850年代中頃からであり、19世紀中に発見された小惑星は概ね発見された順に番号が登録されている（発見が公表されるまでの時間差のためか、数日から数週間ほど逆転していることもある）。
| 発見された年・月 | 小惑星番号 |
| ---------------- | ---------- |
| 1850年11月       | 13         |
| 1860年9月        | 62         |
| 1870年9月        | 112        |
| 1880年9月        | 219        |
| 1890年11月       | 302        |
| 1900年10月       | 463        |

1892年に（現在のシステムとは違うが）仮符号が導入され、20世紀に入ってから発見されたものについては登録番号が発見された順番に対して次第にランダムになっていく。
1935年に発行された資料には401番から720番までの小惑星の一覧が掲載されているが、この年までに発見された小惑星は（まだ仮符号だけだった物を含めれば）既に1,000個を越えている。

### 20世紀後半
1960年初頭の時点で番号登録された小惑星は1,638個であり、それからしばらくは1年に数個から十数個ずつ増えていたのだが、次第にペースが上がっていく。
| 年・月     | 登録天体数 |
| ---------- | ---------- |
| 1960年12月 | 1,649      |
| 1965年12月 | 1,684      |
| 1970年12月 | 1,779      |
| 1975年12月 | 1,966      |
| 1980年12月 | 2,339      |
| 1985年     | 3,288      |
| 1990年6月  | 4,508      |

| 年・月    | 登録天体数 |
| --------- | ---------- |
| 1991年6月 | 4,877      |
| 1992年6月 | 5,243      |
| 1993年6月 | 5,610      |
| 1994年6月 | 6,028      |
| 1995年6月 | 6,405      |
| 1996年6月 | 7,041      |
| 1997年6月 | 7,722      |
| 1998年6月 | 8,980      |
| 1999年6月 | 10,945     |
| 2000年6月 | 15,668     |

### 21世紀
20世紀の終わり頃からは、LINEARなど幾つもの自動化された大規模な小惑星捜索プログラムによってもの凄い勢いで小惑星が発見されるようになり、小惑星センターの登録作業も電子化されて小惑星番号は更に急速に増加するようになっている。これらの小惑星の大半は永遠に命名されずに終わる可能性が高い。
2025年7月現在、番号登録されている小惑星は811,552個存在するが、固有名が付けられているのはその約3.1％に当たる25,399個である。	
| 年・月     | 登録天体数 |
| ---------- | ---------- |
| 2001年6月  | 26,073     |
| 2002年6月  | 43,721     |
| 2003年9月  | 69,229     |
| 2004年8月  | 90,671     |
| 2005年6月  | 99,947     |
| 2006年7月  | 134,339    |
| 2007年7月  | 160,508    |
| 2008年9月  | 192,280    |
| 2009年12月 | 228,203    |
| 2010年12月 | 257,455    |
| 2011年12月 | 310,376    |
| 2013年12月 | 380,114    |
| 2014年11月 | 415,688    |
| 2015年12月 | 455,144    |
| 2016年11月 | 480,806    |
| 2017年12月 | 508,765    |
| 2018年10月 | 523,824    |
| 2019年12月 | 542,163    |
| 2020年10月 | 546,846    |
| 2021年12月 | 607,011    |
| 2022年9月  | 619,150    |
| 2023年10月 | 629,008    |
| 2025年2月  | 773,916    |

## 特別な小惑星番号
記載されていないものは2014年時点で番号のみ。

### キリ番
最上位桁以外がすべて0の番号。1000以降は記念碑な名前を付けたり、重要な小惑星に番号を与えたりすることが多い。
| - (100) ヘカテ - (200) ディナメネ - (300) ジェラルディーナ - (400) デュクローザ - (500) ゼリヌール - (600) ムーサ - (700) オウラヴィクトリックス - (800) クレスマニア - (900) ロザリンデ | - (1000) ピアッツィア - (2000) ハーシェル - (3000) レオナルド - (4000) ヒッパルコス - (5000) IAU - (6000) 国際連合 - (7000) キュリー - (8000) アイザック・ニュートン - (9000) HAL | - (10000) ミリオストス - (20000) ヴァルナ - (50000) クワオアー - (60000) ミミンコ - (100000) アストロノーティカ |

### ゾロ目
同じ数字が並んだ番号
| - (111) アテ - (222) ルーツィア - (333) バーデニア - (444) ギプティス - (555) ノルマ - (666) デズデモーナ - (777) グーテンベルガ - (888) パリサティス - (999) ツァッヒア | - (1111) ラインムーティア - (2222) レールモントフ - (3333) シェーバー - (4444) エッシャー - (5555) ウィンバリー - (6666) フレー - (7777) コンサドーレ - (8888) タルタリア - (9999) ワイルズ | - (11111) レピュニット - (22222) ホディオス - (55555) DNA |

### 番号に因んだ命名
- (2037) トリパクセプタリス（2037=3×679=7×291から、3 (Tri) × 679 (Pax) 、7 (Sept) × 291 (Alice)）
- (2038) ビストロ（1019 Strackea の2倍 (Bi) の意味をかける）
- (3142) キロパイ（円周率の1000倍）
- (4321) ゼロ（4、3、2、1……）
- (6980) 坂本九（永六輔、坂本九、中村八大の名前に付く数字）
- (7919) プライム（1000個目の素数）
- (8940) 薬師丸（日本語の語呂合わせ）
- (9000) HAL（『2001年宇宙の旅』に登場するコンピュータHAL 9000より）
- (9007) ジェームズ・ボンド（007を含む）
- (9669) シンメトリア（2桁ずつ点対称）
- (10000) ミリオストス（ギリシャ語で10000）
- (11111) レピュニット（レピュニットは全ての桁が1の自然数）
- (13579) オール・オッド（全部奇数）
- (24680) オール・イーヴン（全部偶数）
- (30857) パーセク（1パーセク ~ 3.0857×1016 m）
- (31152) 大震災（東北地方太平洋沖地震の発生日、3月11日が含まれている）
- (46610) Bésixdouze（『星の王子さま』の星「B612」のフランス語読み。「B612」を16進数と見なして10進数に換算した数字が46610）
- (100000) アストロノーティカ（ラテン語で宇宙飛行士。100000m = 100kmは宇宙との境界である）